# José Ignacio Villegas
José Ignacio Villegas Jaramillo (Manizales, 21 de febrero de 1871-Bogotá, 14 de septiembre de 1926) fue un abogado, empresario, intelectual y político colombiano, miembro del Partido Conservador Colombiano. 
Villegas fue alcalde de Manizales de 1906 a 1908, y gobernador de Caldas de 1914 a 1918. 

## Vida
Era hijo del alcalde de Manizales José Ignacio Villegas Echeverri y María del Rosario Jaramillo Londoño. Heredó los negocios de su padre y los continuó. Se graduó de abogado de la Universidad del Rosario. Fue alcalde de Manizales entre 1906 y 1908. Fue secretario de gobierno del gobernador Ramón Jaramillo Restrepo. 
El 10 de agosto de 1914 asumió como quinto gobernador de Caldas, en reemplazo de Emilio Robledo Correa. Continuó los planes de Robledo para construir el Ferrocarril de Caldas, comenzando oficialmente la obra de infraestructura el 16 de julio de 1915, cuando declaró la fundación de Puerto Caldas (Actual corregimiento de Pereira, Risaralda). El 21 de octubre de 1916, Villegas coloca el primer riel del Ferrocarril de Caldas en la estación de Manizales y 5 días después, el 26 de octubre, él mismo clava el primer riel en Puerto Caldas en una concurrida ceremonia. Su mandato como gobernador terminó el 24 de septiembre de 1918.
Además de haber sido gobernador y alcalde, fue Representante a la Cámara, miembro del cabildo (concejo) de Manizales en más de 30 ocasiones, diputado a la Asamblea Departamental de Caldas, Magistrado fiscal y profesor universitario. 